# Hindang
Hindang è una municipalità di quinta classe delle Filippine, situata nella Provincia di Leyte, nella Regione di Visayas Orientale.
Hindang è formata da 20 baranggay:
- Anahaw
- Anolon
- Baldoza
- Bontoc
- Bulacan
- Canha-ayon
- Capudlosan
- Doos Del Norte
- Doos Del Sur
- Himacugo
- Himokilan Island
- Katipunan
- Maasin
- Mabagon
- Mahilum
- Poblacion 1
- Poblacion 2
- San Vicente
- Tabok
- Tagbibi